# Bertold Sprenger

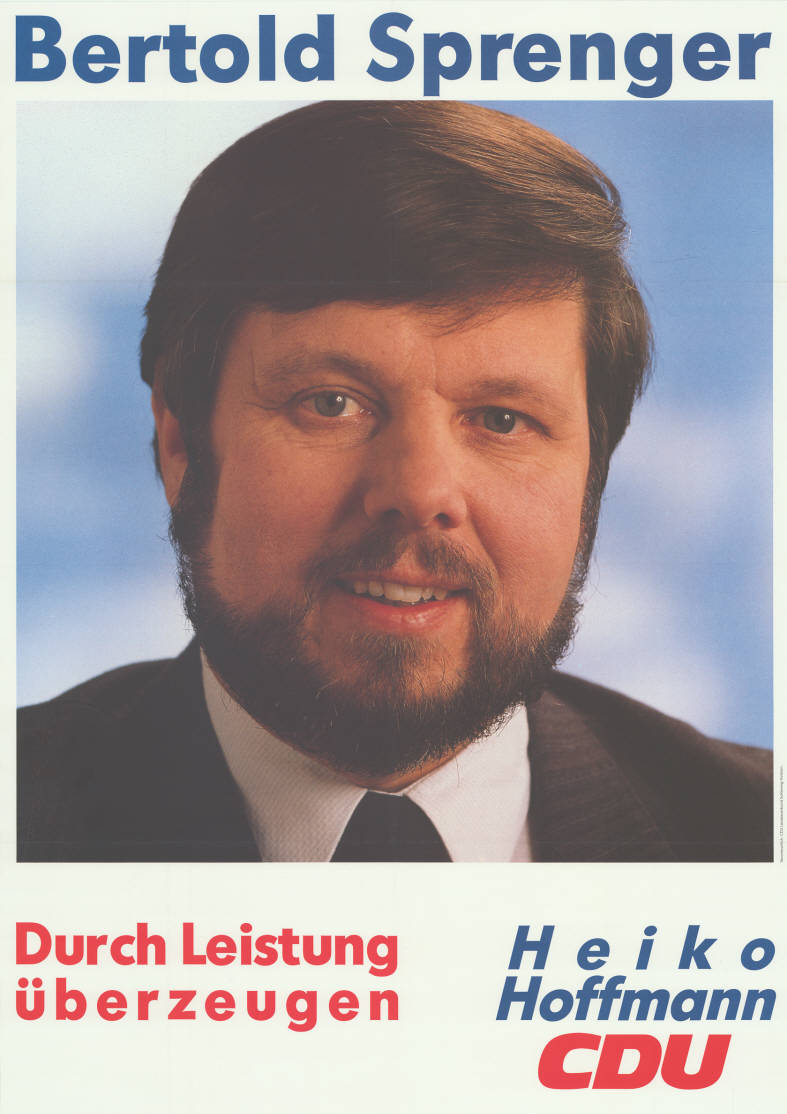
Kandidatenplakat zur Landtagswahl in Schleswig-Holstein 1988

Bertold Sprenger (* 2. November 1939 in Berlin) ist ein deutscher Politiker (CDU).

## Leben
Sprenger besuchte die Volksschule, die Fachschule und die Berufsschule, machte danach eine zweijährige Lehre als Tischler und schloss als Tischlergeselle ab. Anschließend trat er in die Bundesmarine ein und machte eine Ausbildung in Küstenumschlag mit amphibischem Gerät von Versorgungsgütern über die freie Küste. Danach war er im Personalwesen in Stäben bei der Marine und im Territorialkommando Schleswig-Holstein sowie als Berufssoldat tätig.
Sprenger war für die CDU Stadtverordneter in Heiligenhafen, Mitglied des Kreistages Ostholstein, des CDA-Landesvorstandes von Schleswig-Holstein und des Deutschen Bundeswehrverbandes. Von 1983 bis 1996 war er Mitglied des Landtages von Schleswig-Holstein.